# یاگینته
یاگینته (به لاتین: Jaginty) یک روستا در لهستان است که در گمینا نوو دوور واقع شده‌است.